# 비장
지라(영어: spleen) 또는 비장(脾臟)은 복강 왼쪽 뒷부분의 횡격막 바로 밑에 있는, 무게 약 100g 정도의 기관이다. 오래된 적혈구를 제거하고, 림프구를 새로 만드는 등 면역계에 속한 업무를 수행한다.
비장의 백비수에서는 항체를 생성하는 림프구가 발달하며, 항체로 덮인 세균이나 세포를 제거하는 단핵구도 존재한다. 이 단핵구들은 손상된 조직으로 가는 중에 수지상 세포와 대식세포로 분화한다. 비장이 없는 상태인 '비장 결손'은 감염에 더욱 취약하게 만들며, 이러한 기능으로 인해 거대한 림프절에 비유되기도 한다.

## 해부학
비장은 가로막 바로 밑에, 9~11번 갈비뼈 밑에 위치한다.
복강동맥의 가지인 지라동맥이 비장에 혈액을 공급하며, 비장에서 나오는 지라정맥은 간문맥을 형성하여 간으로 들어간다.
지라 내부는 불규칙하게 달리는 결합 조직성 막양(膜樣) 구조(비량:脾梁)에 의해 수많은 비수(脾髓)로 구분되어 있다. 또한 비수는 림프구를 많이 볼 수 있는 백(白)비수와 적혈구를 많이 볼 수 있는 적(赤)비수로 구별된다.
지라에 들어간 동맥은 비량 속을 가지가 갈라지면서 진행하여 잇달아 가지를 비수로 보낸다. 비수에 들어간 세(細)동맥은 먼저 백비수의 중심을 관통하고, 이어서 펜촉처럼 가지가 갈라진다. 이 동맥에는 모세혈관으로 이행하기 전에 그 벽 주위에 세망 세포가 촘촘하게 달라붙어 있는 구조를 볼 수 있으며, 이를 꼬투리 동맥이라 한다. 이곳을 지나가면 모세혈관으로 이행하는데, 이 모세혈관은 벽을 만드는 내피 세포가 장축 방향으로 길다랗게 나 있어 인접 세포와의 사이에 많은 틈이 있기 때문에 혈액은 적혈구도 세망 조직 속으로 나올 수 있다. 이 같은 구조 때문에 이 모세혈관망을 비동(脾洞)이라 한다. 비동의 혈액은 점차 비량 속의 정맥에 모여 비정맥이 되어 비장에서 나온다.
노후된 혈구 처리 등은 적비수의 세망 세포, 꼬투리 동맥벽의 세포, 비동벽 세포, 식세포 등에 의해 행해지는데, 그 작용은 조금씩 다른 듯하다. 그 밖에 지라는 적혈구를 저장하거나 백혈구를 만드는 작용도 한다.

## 참고 자료
- 이 문서에는 다음커뮤니케이션(현 카카오)에서 GFDL 또는 CC-SA 라이선스로 배포한 글로벌 세계대백과사전의 내용을 기초로 작성된 글이 포함되어 있습니다.